# Satu Nou (Baba Ana), Prahova
Satu Nou (în trecut, Șchiopoaia) este un sat în comuna Baba Ana din județul Prahova, Muntenia, România. El se află în estul județului, în câmpia piemontană a Istriței.